# Jasus edwardsii
Jasus edwardsii е вид ракообразно от семейство Palinuridae.

## Разпространение
Видът е разпространен в Австралия (Виктория, Западна Австралия, Нов Южен Уелс, Тасмания и Южна Австралия) и Нова Зеландия (Северен остров, Чатъм и Южен остров).